# Hudibras

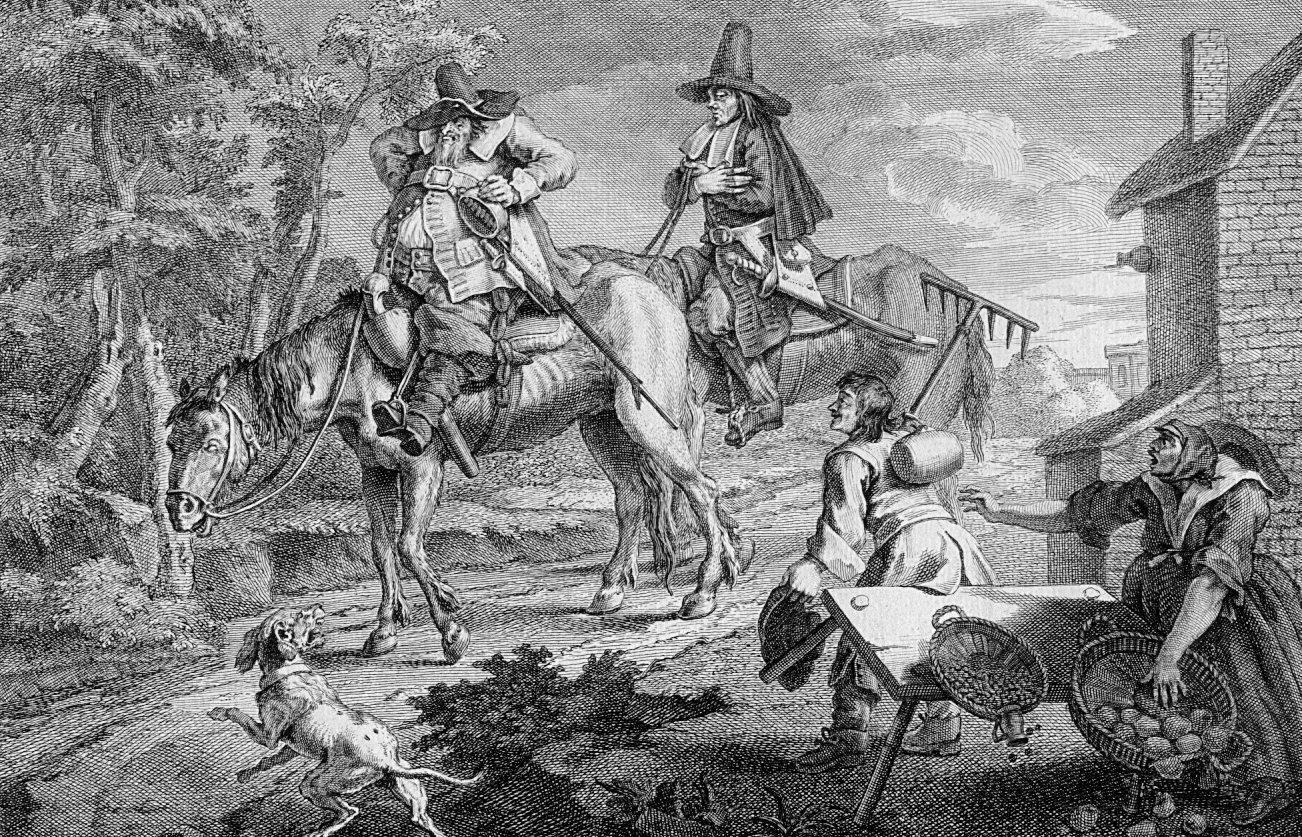
Hudibras al salir (William Hogarth) Hudibras, de Samuel Butler empuja la sátira hasta inventar un nuevo ritmo poético, parodiando así los [//fr.wiktionary.org/wiki/distique dísticos] refinados de John Dryden.

Hudibras es un poema narrativo heroicómico y paródico del siglo XVII escrito por Samuel Butler. Esta sátira apuntaba principalmente al puritanismo y los presbiterianos, así como a ciertas facciones implicadas en la Primera Revolución inglesa. El texto está dividido en tres partes, respectivamente escritas en 1663, 1664 y 1678.
Publicado anónimamente apenas cuatro años después del comienzo de la Restauración inglesa y el regreso de Carlos II de Inglaterra, el poema obtuvo un gran éxito de público. El punto de vista está lejos de ser neutral, ya que Butler era un ferviente monárquico: solo el partido parlamentario es ridiculizado. El autor aprovecha igualmente la ocasión para parodiar la poesía cortesana y a menudo insípida de la época.

## Resumen
La historia, en la más pura tradición de Don Quijote de la Mancha, es la de sir Hudibras, un caballero andante descrito con un énfasis tan elocuente que llega a los confines del absurdo, ya que la personalidad egocéntrica y arrogante del personaje resulta ridícula. Hudibras es elogiado por su dominio de la lógica, mientras que no cesa de dar pruebas de la más soberbia estupidez. Además, el fervor religioso que respira da pie a los más vivos ataques.
Su escudero, Ralpho, es un nuevo Sancho. Comparte lucidez con el español, con algunos puntos en común, pero no pretende aprender todo lo que debe a través de su religión, que llama la "nueva luz". En el texto lo describe así:
For his Religion, it was fit
To match his learning and his wit;
Twas Presbyterian true blue;
For he was of that stubborn crew
Of errant saints, whom all men grant
To be the true Church Militant;
Such as do build their faith upon
The holy text of pike and gun;
Decide all controversies by
Infallible artillery;
And prove their doctrine orthodox
By apostolic blows and knocks;
Call fire and sword and desolation,
A godly thorough reformation,
Which always must be carried on,
And still be doing, never done;
As if religion were intended
For nothing else but to be mended.

## Análisis
Butler está claramente influido por Rabelais y sobre todo por Cervantes. Pero mientras que Cervantes, aun cuando se mofe del personaje, busca la complicidad del lector, Hudibras es un solo burla y risa, sin trasfondo.
El nombre de Hudibras está sacado del nombre de uno de los personajes de La Reina Hada de Edmund Spenser, un caballero descrito como « menos bueno por sus actos que grande por su nombre », y como « más grande en fuerzas que prudente en acciones ».
Más tarde, este texto fue utilizado por Voltaire en sus Cartas escritas desde Londres sobre los ingleses (1734).